# Gottfried Rade
Martin Gottfried Rade (* 5. Februar 1891 in Schönbach, Landkreis Görlitz; † 7. April 1987 in der Schweiz) war ein deutscher evangelischer Pfarrer, Politiker der Deutsche Demokratische Partei (DDP) und Abgeordneter des Provinziallandtages der preußischen Provinz Hessen-Nassau.

## Leben
Gottfried Rade wurde als Sohn des evangelischen Theologen Martin Rade und dessen Gemahlin Maria Theodora, einer Schwester des ersten DDP-Parteivorsitzenden Friedrich Naumann, geboren. Er wuchs in Frankfurt am Main und ab 1899 in Marburg auf, wo er das Gymnasium Philippinum besuchte. Nach dem Abitur im Jahr 1908 studierte er in Marburg, Berlin und Kiel Evangelische Theologie. 1913 legte er die erste, 1915 die zweite theologische Prüfung ab. Nach kurzer Tätigkeit als Schriftleiter der von seinem Onkel Friedrich Naumann herausgegebenen Zeitschrift Die Hilfe und ebenfalls kurzem Einsatz als Kriegsfreiwilliger wurde er im Dezember 1915 ordiniert und als  Hilfspfarrer in Steinbach-Hallenberg eingesetzt. Zum 1. Januar 1918 wurde er auf die dortige Pfarrstelle berufen.
Rade war politisch in der DDP aktiv. Im Januar 1919 kandidierte er erfolglos für die Weimarer Nationalversammlung, 1921 wurde er in den Kreistag des Kreises Schmalkalden gewählt. Nachdem er 1923 von seiner ersten Frau Eva Annemarie Schwarz geschieden worden war, musste er sein Pfarramt aufgeben. Er zog nach Kassel, wo er zuerst für ein Bankhaus arbeitete, dann als Sekretär des Reichsbanners Schwarz-Rot-Gold. 1926 erhielt er als Vertreter der DDP einen Sitz im Kurhessischen Kommunallandtag des Regierungsbezirks Kassel, aus dessen Mitte er zum Abgeordneten des Provinziallandtages der Provinz Hessen-Nassau bestimmt wurde. Im März 1928 legte er seine Mandate nieder, weil er nach Dresden umgezogen war, um als Reichssekretär des Deutschen Jugendherbergsverbandes zu arbeiten. 1933 emigrierte er in die Schweiz, wo er noch bis zu seinem Ruhestand 1963 als Pfarrer in Seewis im Kanton Graubünden wirkte.

## Schriften
- Martin Luther, Hutten-Verlag Berlin, 1917